# Eremobates villosus
Espèce
Eremobates villosus est une espèce de solifuges de la famille des Eremobatidae.

## Distribution
Cette espèce est endémique de Californie aux États-Unis,. Elle se rencontre dans le comté de Shasta vers le lac Shasta.

## Publication originale
- Muma, 1970 : A synoptic review of North American, Central American, and West Indian Solpugida (Arthropoda, Arachnida). Arthropods of Florida and Neighboring Land Areas, vol. 5, p. 1-62.